# Pleurata trypeta
Pleurata trypeta är en hjuldjursart som först beskrevs av Harry K. Harring och Myers 1922.  Pleurata trypeta ingår i släktet Pleurata och familjen Notommatidae. Inga underarter finns listade i Catalogue of Life.